# Fernsprechtischapparat

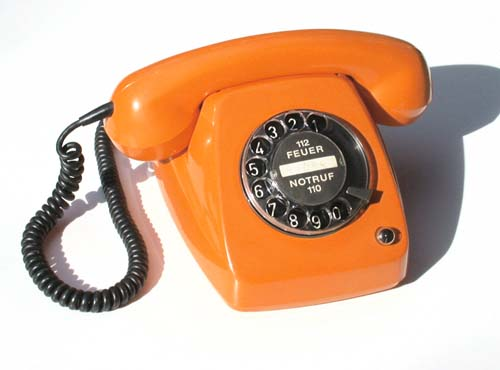
FeTAp 615 in hellrotorange aus den 1970er Jahren

Fernsprechtischapparat, abgekürzt FeTAp, war die Bezeichnung der Deutschen Bundespost (DBP) für ihre Telefone in der Zeit von 1961 bis in die 1980er Jahre. Für einen Fernsprechwandapparat wurde die Abkürzung „FeWAp“ verwendet, später ausschließlich „FeAp“ für Fernsprechapparat. Telefone mit speziellem Design hießen „DFeAp“ für Designfernsprechapparat. Mehrere Telefone, die (nahezu) nur aus dem Hörer bestanden, wurden „KFeAp“ für Kompaktfernsprechapparat genannt.
Die Apparate trugen zusätzlich eine dreistellige Nummer, gebildet aus der zweistelligen Jahreszahl der Markteinführung und einer zusätzlichen Ziffer.
Bekannte Modelle sind die Wählscheibenapparate „FeTAp 611“, „FeTAp 791“ und das Tastentelefon „FeTAp 751“. Diese Apparate waren ein Musterbeispiel für Wiederverwertbarkeit und Reparierbarkeit. Viele Bauteile konnten ohne Werkzeug oder nur mit einem Schraubenzieher in kurzer Zeit ausgetauscht werden. Die farbreinen Kunststoffgehäuse aus ABS wurden bei Rücknahme in den Produktionskreislauf zurückgeführt. Verglichen mit den Vorgängern waren die Apparate sehr robust. Für die neue Telefongeneration wurden von der Deutschen Bundespost auch neue Verbinderdosen und Anschlussdosen eingeführt.

## FeTAp 61

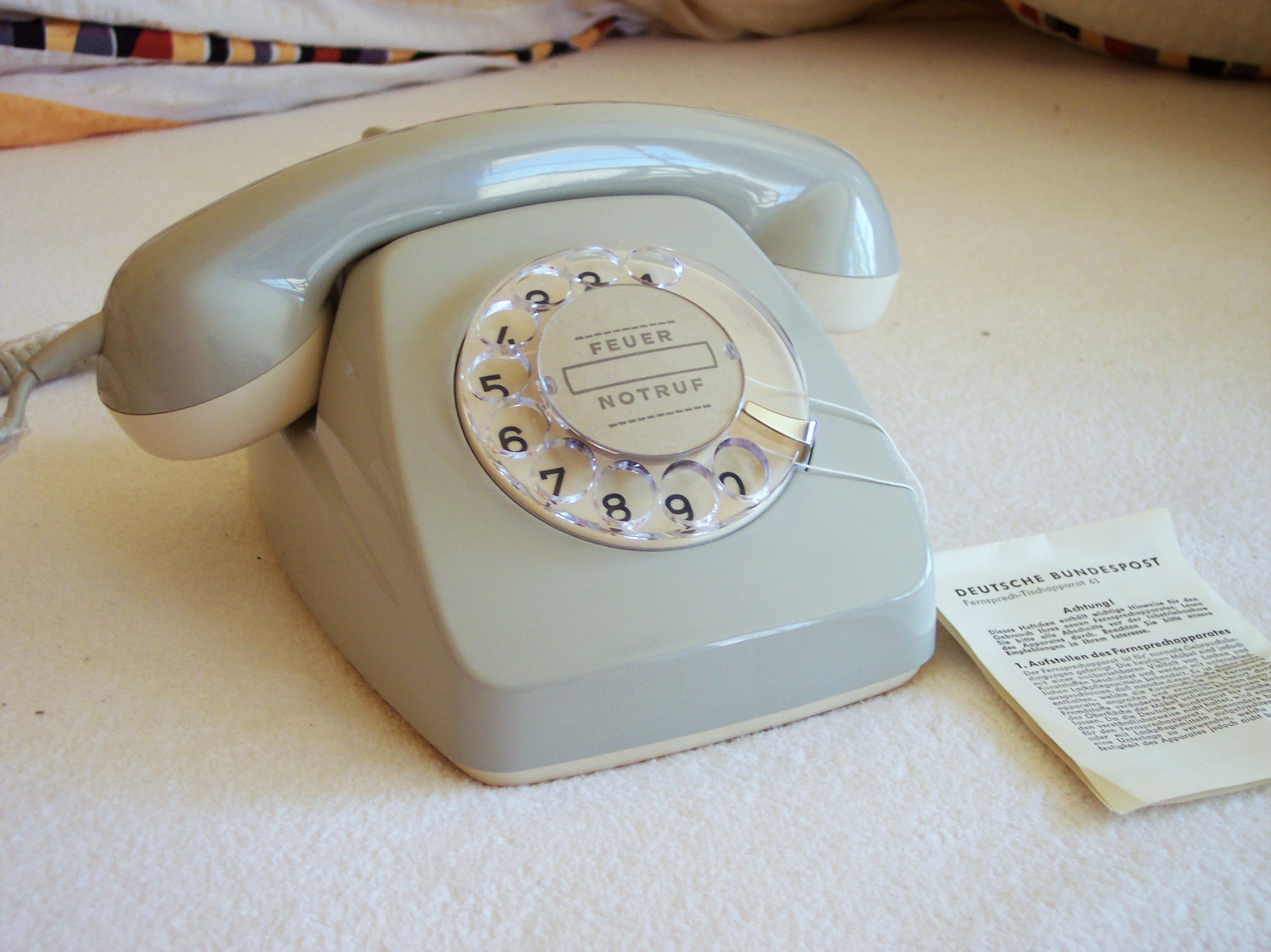
FeTAp 611 mit Packungsbeilage

Der Fernsprechtischapparat 61 löste 1963 den Tischfernsprecher W 48 ab. Er war völlig neu entworfen – kompakter, handlicher und leichter als der W 48 aus Bakelit. Kein Bauteil stammte von früheren Apparaten, Sprech- und Hörkapsel, Nummernschalter und Gummifüße sind jedoch austauschbar mit denen der Vorgängermodelle. Seine Form erinnerte an das Ende der 1950er Jahre von der Firma SEL (Standard Elektrik Lorenz) konstruierte Modell „Assistent“, das rein für Nebenstellen entwickelt worden war, sich jedoch wegen der Bruchempfindlichkeit der ersten Kunststoffe nicht durchsetzen konnte.

### Technik
Maßgeblich an der Konstruktion des FeTAp 61 beteiligt waren die Unternehmen Siemens, SEL und Richard Bosse & Co. Alle Gehäuseteile und der Handapparat bestanden aus hochschlagfestem, thermoplastischem ABS-Kunststoff und nicht mehr aus dem harten, aber spröden und bruchempfindlichen Bakelit wie sein Vorgänger. Die Fingerlochscheibe wurde aus transparentem Kunststoff gefertigt. Anfangs wurde die Fingerlochscheibe des SEL-Telefons „Assistent“ mit kleiner Papiereinlage übernommen, aber schon nach kurzer Zeit wurde eine neue Version mit größerem Papierschild und verbesserter Bruchfestigkeit aus Styrol-Acrylnitril verbaut. Die Nummernschalter Typ NS 61, eine Weiterentwicklung des NS 38, waren je nach Baujahr oder Hersteller unterschiedlich ausgeführt, sie unterschieden sich beispielsweise im Ablaufgeräusch oder in der Form des Fingeranschlages. Innerhalb des Gerätes waren die Nummernschalter mit Staubschutzkappen für die Mechanik ausgerüstet und zur Dämpfung der Wählgeräusche gummigelagert montiert.
Alle elektrischen Bauteile wurden als gedruckte Schaltung auf eine Leiterplatte aus Hartpapier gelötet. Der Wecker – er nannte sich „Einschalenwecker 61“ – hatte nur noch eine Glocke („Weckerschale“), seine Lautstärke war mit einem Drehknopf auf der Geräteunterseite einstellbar. Auch hier gab es verschiedene Ausführungen. Der Einschalenwecker hörte sich konstruktionsbedingt nicht mehr so harmonisch an wie seine zweischaligen Vorgänger im W 48, sondern eher schrill. Diese höheren Frequenzen wurden besonders von älteren Menschen als unangenehm empfunden. Die Schaltung des FeTAp 61 unterschied sich vom Tischfernsprecher W 48 nur geringfügig. Durch eine etwas aufwendigere Leitungsnachbildung war die Rückhördämpfung verbessert worden.

### Modelle

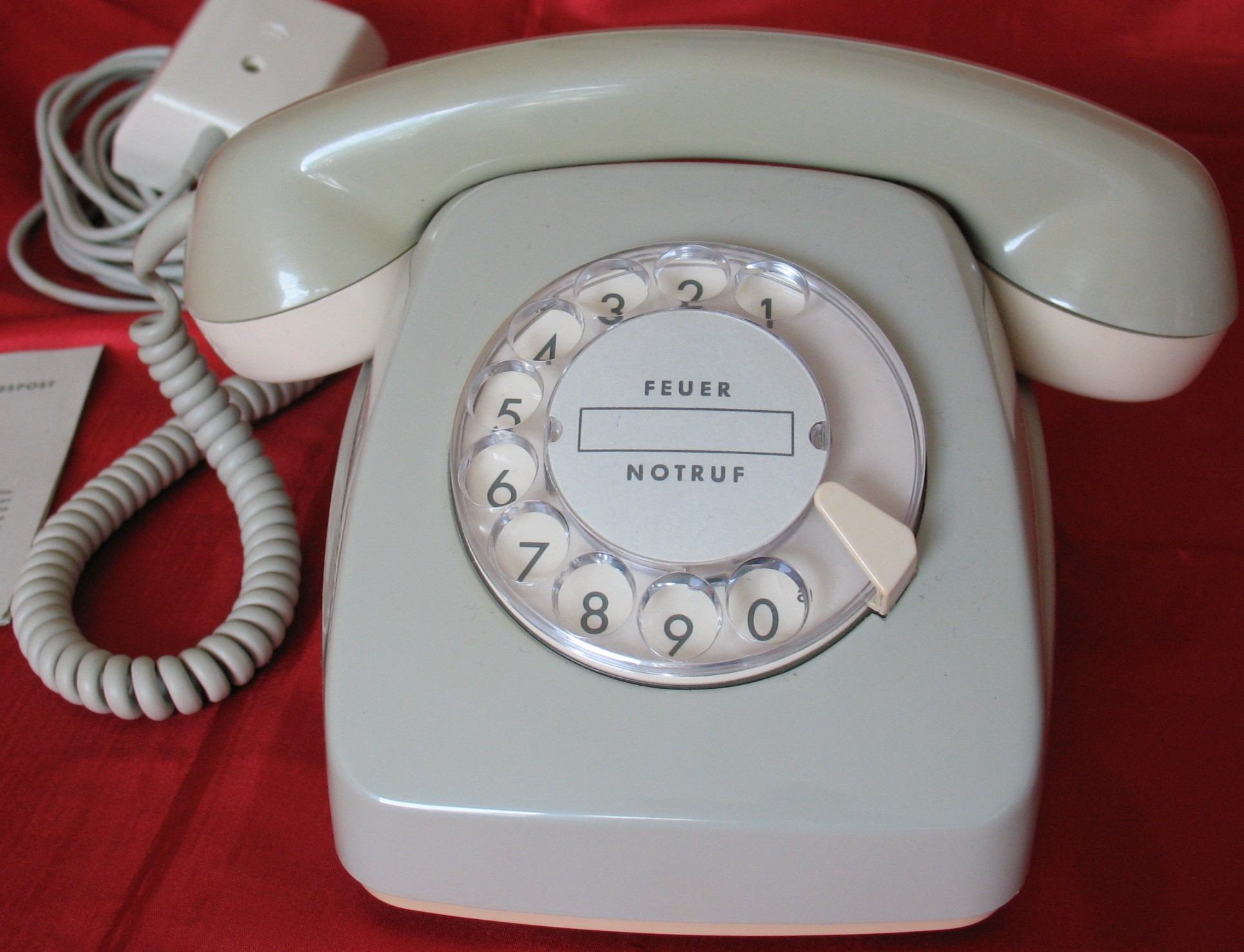
Ein FeTAp 611-2 von 1983 („Graue Maus“)

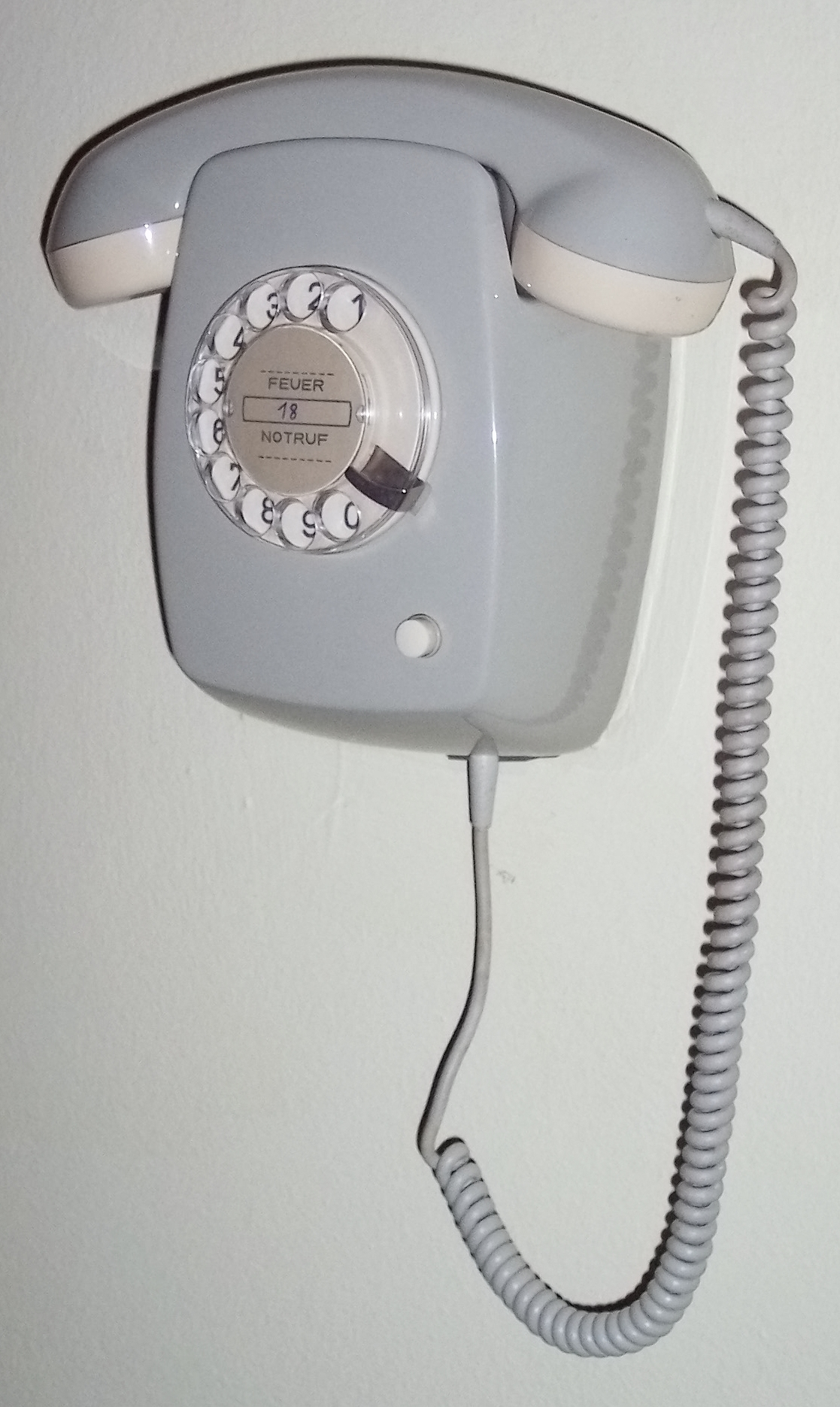
Fernsprechwandapparat FeWAp 614 mit Erdtaste

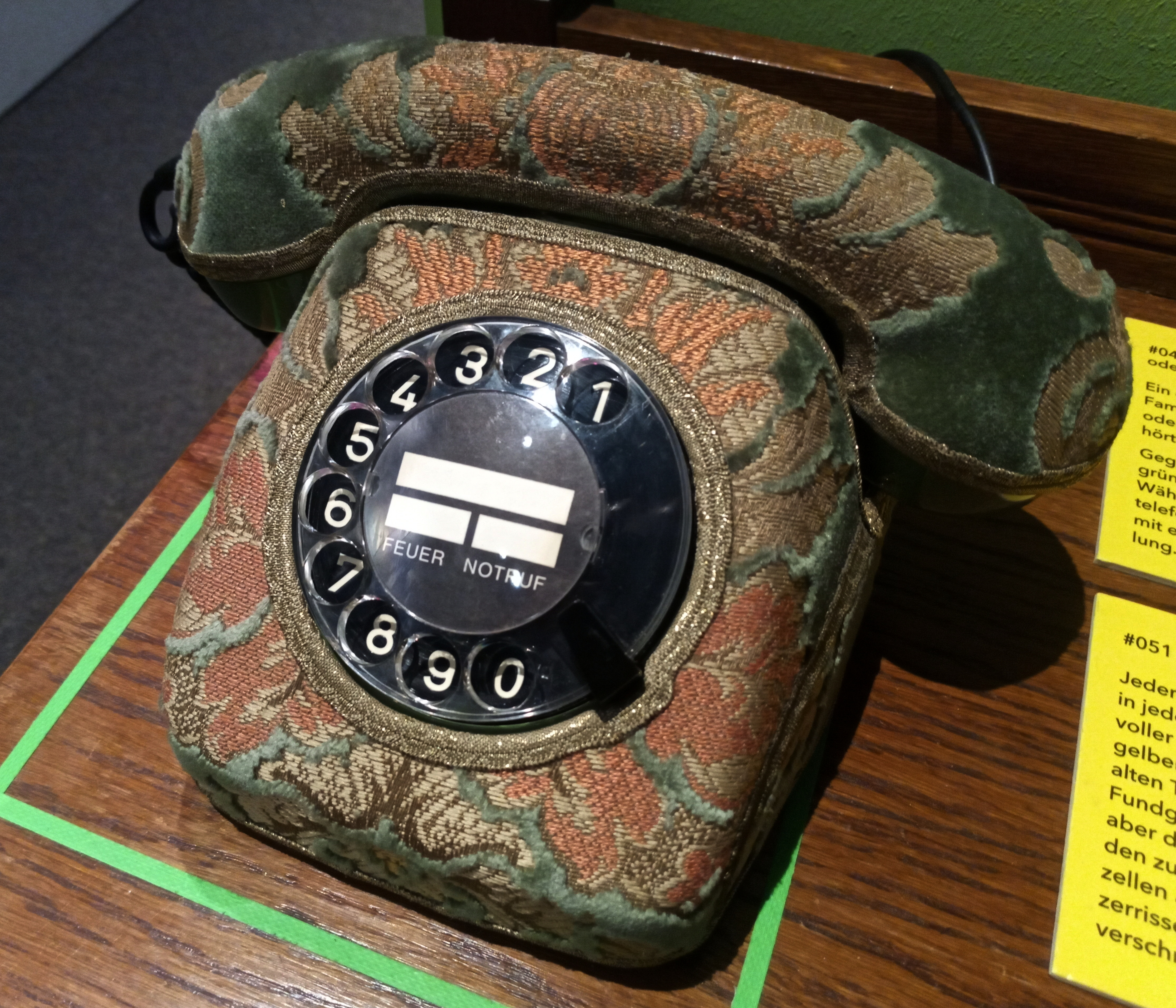
FeTAp 611 mit von der Post nicht gern gesehenem Textilüberzug

Die Modelle der ersten Serie, bis etwa 1968, haben die Bezeichnung FeTAp 611–1, danach folgte die in kleineren Details modifizierte Serie FeTAp 611–2; bei anderen Ausstattungsmerkmalen lauteten die Bezeichnungen entsprechend der Ausstattung 612-1, 612-2 oder 611 GbAnz-3. Diese Serie erhielt im Kabelfach eine Lasche zur Aufnahme eines Zweithörer-Ständers, die in der Praxis jedoch nur selten genutzt wurde. Außerdem wurde die Bodenplatte und die Abmessungen der Leiterplatte geringfügig verändert: Die Leiterplatte des 611-2 passt nicht in den 611-1.
Anfangs wurde der FeTAp 61 nur in „kieselgrau“ produziert, daher der Spitzname „Graue Maus“. Ab 1970 startete die Deutsche Bundespost eine Umfrage über farbige Telefone. Aus 13 unterschiedlichen Farben und Farbtönungen wurden vier Farben ausgewählt. 1972 wurden zusätzlich zu der kieselgrauen Version die Farben ockergelb, lachsrot, hellrotorange und farngrün eingeführt. Die Farbe lachsrot wurde jedoch bald aufgrund geringer Nachfrage wieder aus dem Angebot genommen. Die Anschlusskabel waren bei diesen farbigen Modellen – vor allem auch aus wirtschaftlichen Gründen – in schwarz gehalten, nur der kieselgraue Apparat behielt seine grauen Kabel. In kleinen Stückzahlen wurden auch Sonderfarben hergestellt, wie beispielsweise dunkelrot mit schwarzen Applikationen oder schwarz und hellgelb. Diese wurden jedoch unabhängig von der DBP für Unternehmen und Institutionen in Kleinstauflagen gefertigt, weshalb solche Exemplare heute extrem selten sind. Gleiches gilt für das transparente 61-2, das eigens zu Ausstellungszwecken entworfen wurde. In Privathaushalten verwendete man mitunter von verschiedenen Herstellern angebotene Hüllen, die das Telefon dekorativer erscheinen lassen sollten. Sie bestanden aus Pappe und waren mit Brokatstoff kaschiert, ein Teil wurde über das Telefon gestülpt, ein weiteres auf den Hörer gesteckt. Diese Zierhauben konnten unter Umständen die ordnungsgemäße Funktion der Gabelkontakte stören. Daher waren sie im Netz der Bundespost verboten.

„Über Geschmack läßt sich streiten. Über postalisch unzulässigen Telefonzierat nicht. (…) Da darf die Post keinen Spaß verstehen. Störenfriede haben nichts im Fernsprechnetz zu suchen. (…) Grundsätzlich gilt: Erlaubt ist, was eine postalische FTZ-Prüfnummer trägt. (…) Denn sollten Sie wegen Verwendung unzulässigen Zubehörs oder eines verbotenen Antik-Telefons den Entstörungsdienst rufen müssen, werden Sie zur Kasse gebeten. Die Post ist sogar berechtigt, Ihren Anschluß stillzulegen.“

Bei den Apparaten der Deutschen Bundespost war eine der Schrauben zum Öffnen des Gehäuses mit einem kleinen Kunststoffstopfen verplombt, der sogenannten Siegelscheibe. Dadurch konnten unzulässige Eingriffe von Seiten des Teilnehmers erkannt werden. Damals wurden die Endgeräte vom Teilnehmer gemietet und blieben Eigentum der Post.
Der FeTAp 61 wurde von allen bekannten westdeutschen Telefonherstellern für die Deutsche Bundespost und auch für private Telefonanlagen (als „Büroapparate“) in einer Gesamtzahl von über 20 Millionen Stück gefertigt. In der Bundesrepublik Deutschland ging mit ihm der Wandel des Telefons von einem Luxusobjekt zu einem selbstverständlichen Gebrauchsgegenstand einher – für viele Westdeutsche war er das erste „eigene“ Telefon zu Hause. Hatten im Jahr 1963 gerade 19 % der westdeutschen Haushalte einen Hauptanschluss, so waren es 1984 bereits 88 %. 1970 verfügten 50 % aller Teilnehmer über das neue 61er-Modell. Die von der Deutschen Bundespost aufgearbeiteten Apparate wurden noch bis etwa 1988 bei den Teilnehmern angeschlossen.
Unter den vielen Bauformen des FeTAp 61 (insgesamt über 250) war auch eine Ausführung als Wandapparat mit der Bezeichnung FeWAp 61. Im Jahre 1967 eingeführt, löste sie den reinen Wandapparat W 48 und den Tisch-/Wandapparat W 49 ab. Weiterhin gab es den FeTAp 611 GbAnz, eine Ausführung mit eingebautem Gebührenanzeiger und den FeTAp 616D, das erste Modell mit einer Datentaste.
Die Modelle des FeTAp 61 sind inzwischen selten geworden (insbesondere die in geringeren Stückzahlen gebaute Version in Lachsrot), da viele Exemplare ihr Ende im Schrottcontainer fanden. Als Mietgeräte blieben sie Eigentum der Deutschen Bundespost und wurden daher von dieser bei Kündigung des Anschlusses oder Austausch gegen ein neueres Modell meist eingezogen und entsorgt. Mittlerweile sind sie auf dem Weg zum Kultstatus – ein Abschnitt von über 20 Jahren westdeutscher Telefongeschichte. Sie erfreuen sich zunehmender Beliebtheit und werden sogar wieder in Betrieb genommen.

## FeTAp 71/73/75

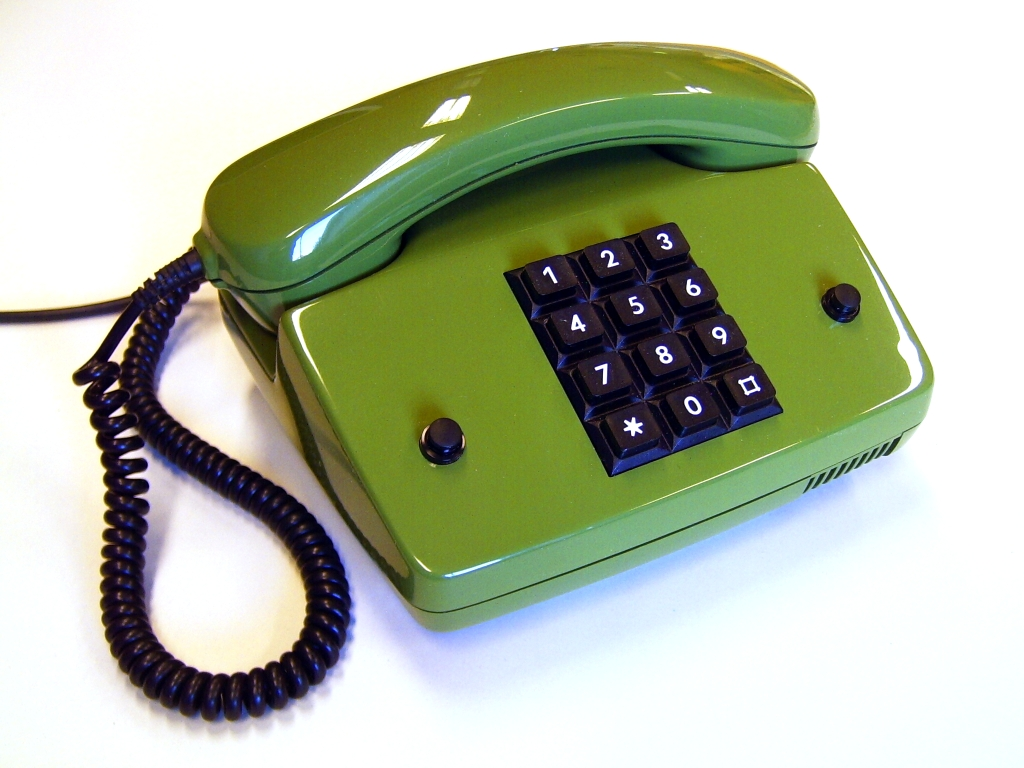
FeTAp 756D mit Erd- und Datentaste

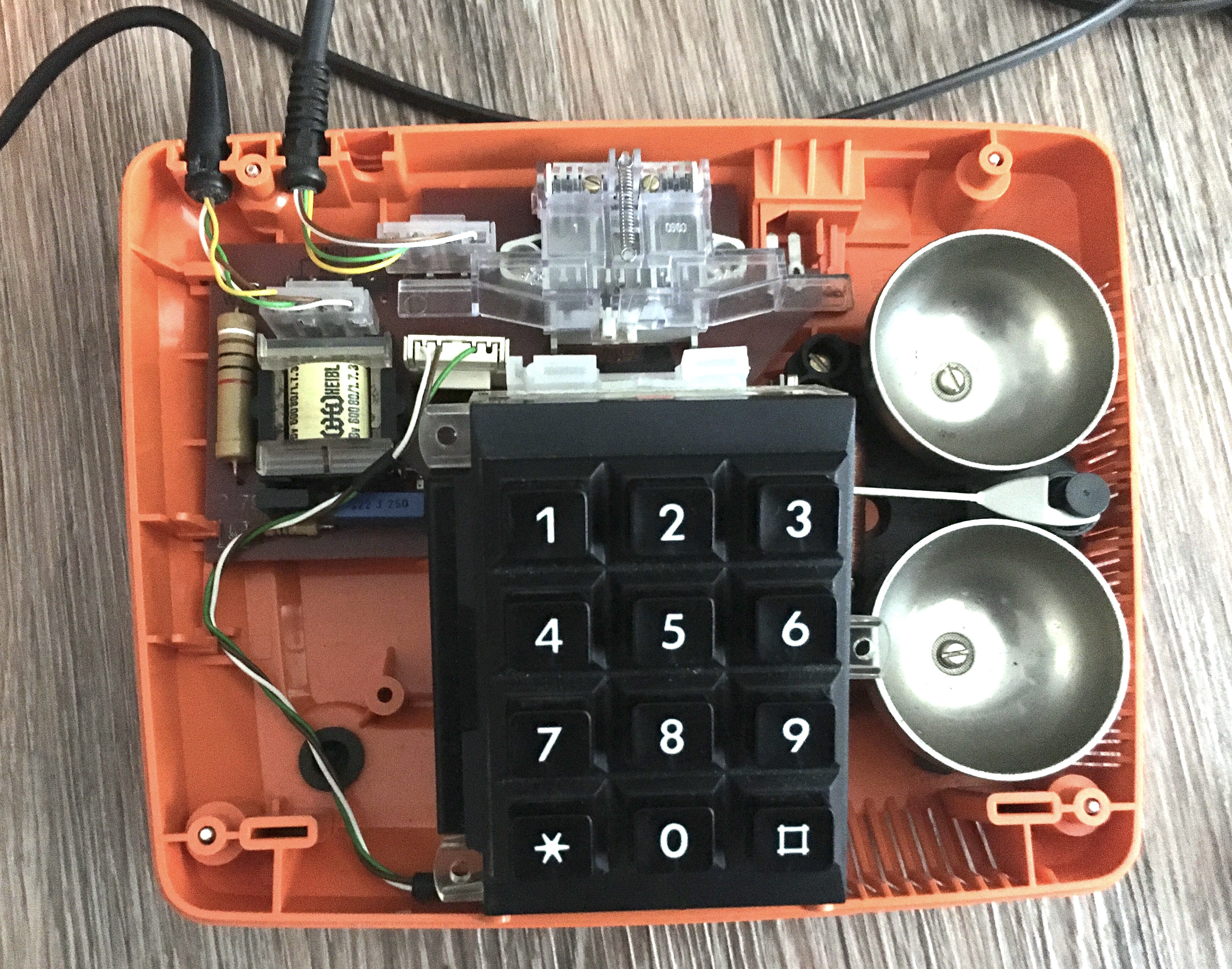
Blick in einen FeTAp 711: Die einzelnen Module (z. B. Tastwahlblock, Wecker) sind durch Steckverbindungen mit der Platine verbunden und einfach austauschbar.

Obwohl der FeTAp 61 noch bis Mitte der 1980er Jahre hergestellt wurde, gab es bereits in den 1970er Jahren einen neuen Standardapparat. Er wurde von Siemens, Krone und Hagenuk für die Deutsche Bundespost (DBP) entwickelt. Maßgebliche Designer waren Tõnis Käo und Herbert Krämer. Die Telefone der 7er-Serie hatten einen Tastenwahlblock und eine Zweischalenklingel. Weil die Vermittlungsstellen damals nur das Impulswahlverfahren (IWV) unterstützten, gab es als Tastentelefon fast nur den „FeTAp 75“, der an IWV gebunden war. Anfangs wurden die neuen Telefone in den Farben Farngrün, Hellrotorange, Beige und Weinrot angeboten und ab November 1976 ausgeliefert.
In Unternehmen, bei denen Telefonanlagen zum Einsatz kamen, konnte auch, sofern von ihnen unterstützt, ein „FeTAp 71“ mit Mehrfrequenzwahlverfahren (MFV) oder „FeTAp 73“ mit Dioden-Erd-Verfahren (DEV) benutzt werden. All diese Modelle sind baugleich, sie unterscheiden sich nur durch das verwendete Wahlverfahren, das allein vom Tastenwahlblock abhängt (TWB71, TWB73 oder TWB75).

## FeTAp 79

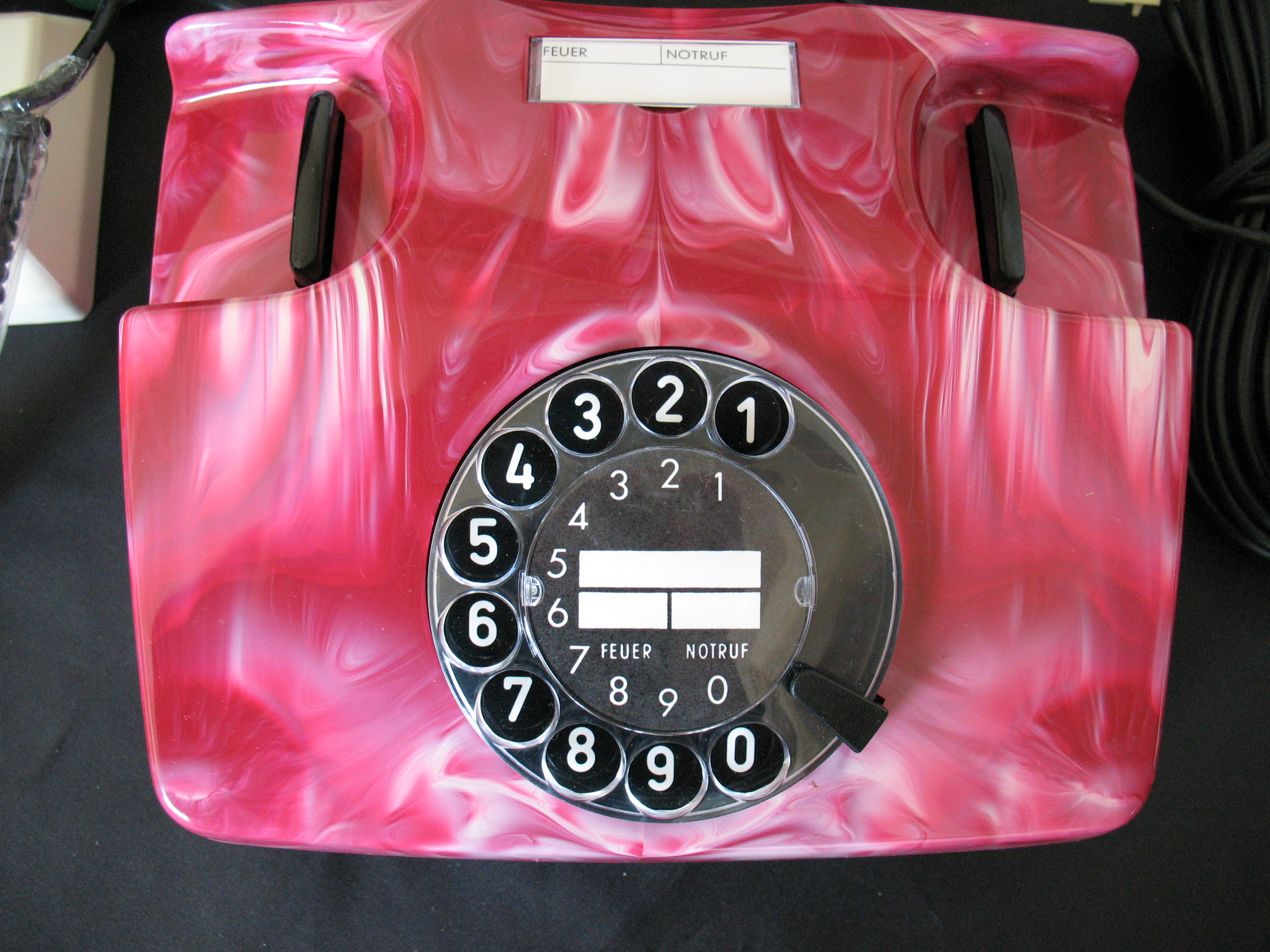
FeTAp 791-1 rot-marmoriert von 1980

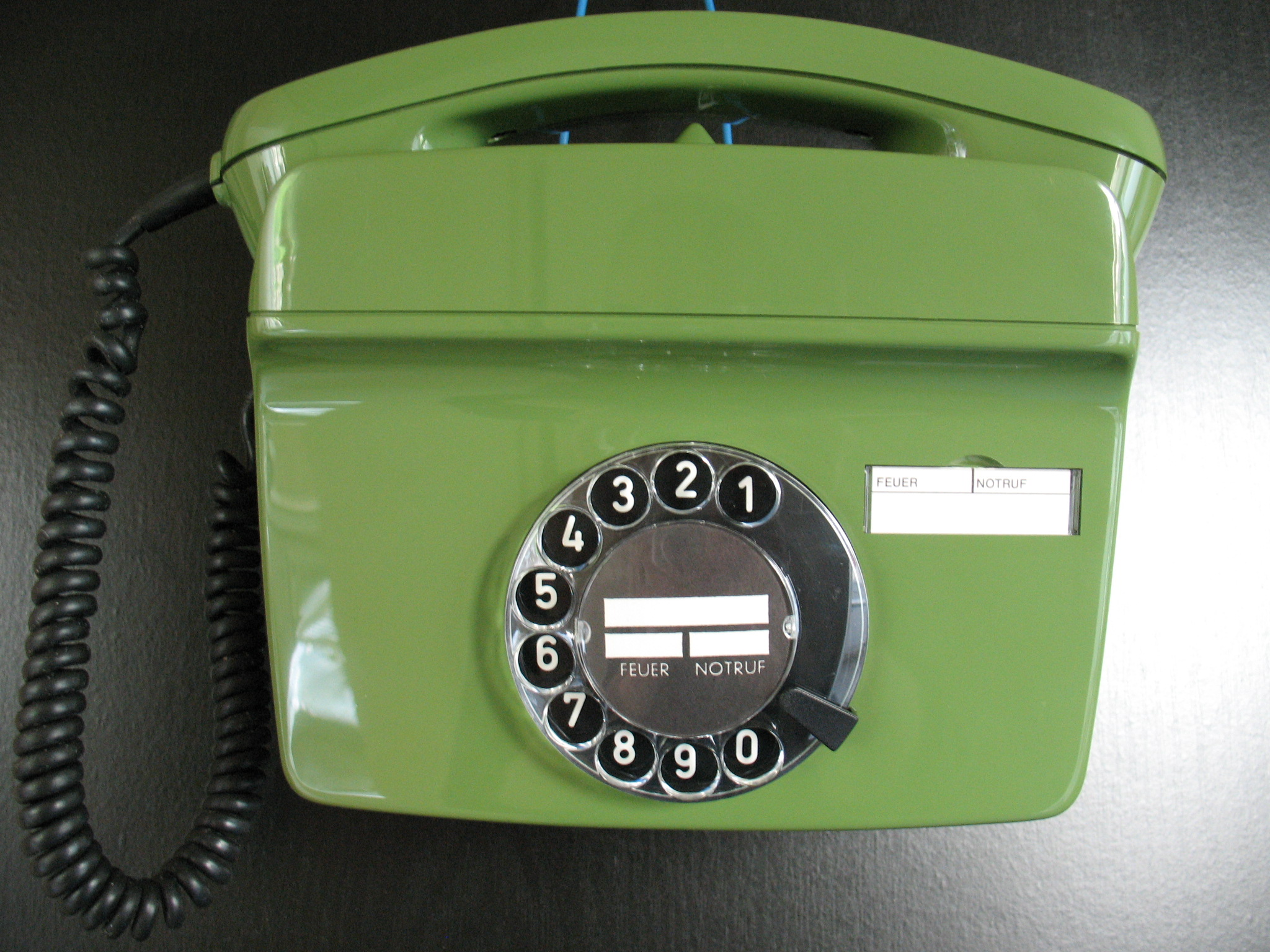
Wandtelefon FeWAp 791-1 von 1984

Weil die Deutsche Bundespost vermeiden wollte, dass plötzlich sehr viele Teilnehmer ihren alten FeTAp mit Wählscheibe vorzeitig (bevor die Apparate abgeschrieben waren) zurückgeben, um einen neuen Tastwahlapparat zu bekommen, wurde zusätzlich ein Apparat mit Nummernschalter im 7xx-Gehäuse produziert. Dieser wurde zum Grundpreis angeboten, alle Tastenapparate kosteten einen Aufpreis. Sonst ist dieser „FeTAp 79“ baugleich mit dem FeTAp 75. Seit seiner Einführung wurde für alle Geräte der 7er-Serie die gleiche Platine verwendet.
Auch die 79er-Modelle gab es in den Farben farngrün, hellrotorange, beige und weinrot. Erstmals wurden auch Apparate in „rot-marmoriert“ und „grün-marmoriert“ angeboten. Diese Farben entstanden beim Farbwechsel der Spritzgussmaschinen. Obwohl diese "Fehlfarben" auch bei der Produktion der FeTAp mit Tastwahl entstanden, waren sie nur beim FeTAp 79 zu haben. Daher sind solche Telefone sehr selten. Auch ein neuer Wandapparat mit der Bezeichnung „FeWAp 79“ wurde angeboten, ihn gab es in den Farben farngrün und beige.

## Nomenklatur der Typen 61, 7x und 8x
Die Apparatebezeichnung besteht aus drei Ziffern. Die ersten beiden Ziffern kennzeichnen die Serie, bei der 7er-Serie kennzeichnet die zweite Ziffer die Art der Wähleinrichtung und die dritte Ziffer die Ausstattung des Telefonapparates.
| Ziffern | Apparatetyp |
| ------- | --- |
| 61      | Apparat mit Nummernschalter                                                                                       |
| 71      | Apparat mit Tastenwahlblock für Mehrfrequenzwahlverfahren                                                         |
| 72      | Apparat mit Nummernschalter oder Tastenwahlblock (IWV oder MFV)                                                   |
| 73      | Apparat mit Tastenwahlblock für Dioden-Erd-Verfahren                                                              |
| 75      | Apparat mit Tastenwahlblock für Impulswahlverfahren                                                               |
| 76      | Apparat mit 16er-Tastenwahlblock (MFV, Sondertasten A, B, C und D für Bedienprozeduren z. B. für GEDAN)           |
| 77      | Apparat mit Tastenwahlblock (IWV oder MFV) und „Sprechzeug“                                                       |
| 78      | Apparat mit zwei Tastenwahlblocks (IWV/DEV und MFV) zur Datenübertragung                                          |
| 79      | Apparat mit Nummernschalter                                                                                       |
| 80      | Apparat mit 16er-Tastenwahlblock (IWV oder MFV, Sondertasten A, B, C und D für Bedienprozeduren, z. B. für GEDAN) |
| 85      | Apparat mit Tastenwahlblock für Impulswahlverfahren                                                               |
| 89      | Apparat mit Nummernschalter                                                                                       |

| Ziffer | Grund- ausstattung | Erdtaste | Geänderter Gabelumschalter für A2-Schaltung | Schauzeichen |
| ------ | ------------------ | -------- | ------------------------------------------- | ------------ |
| 1      | ×                  |          |                                             |              |
| 2      | ×                  | ×        |                                             |              |
| 3      | ×                  |          | ×                                           |              |
| 4      | ×                  | ×        | ×                                           |              |
| 5      | ×                  |          | ×                                           | ×            |
| 6      | ×                  | ×        | ×                                           | ×            |

## Weitere Modelle
Seit Anfang der 1980er Jahre gibt es nicht nur die Bezeichnung „FeTAp“, sondern auch „Tel“ als Abkürzung für Telefon. Von der Deutschen Bundespost wurden neben den Standardtelefonen nun auch die DesignFernsprechApparate „DTel/DFeAp“ und die Kompakttelefone „KTel“ angeboten.
Viele der neu angebotenen Telefone erhielten neben der Apparatebezeichnung auch einen Städtenamen, zum Beispiel „Oslo“ oder „Dallas“ oder den Namen von Gegenden, wie „Spessart“ oder „Rhön“. Das letzte Telefon mit Namen war das 1992 erschienene „Stralsund“ (Tel 01), das anlässlich der Olympischen Spiele auch als Sonderapparat „Barcelona“ in olympiaweiß angeboten wurde.

### Tel 01 LX

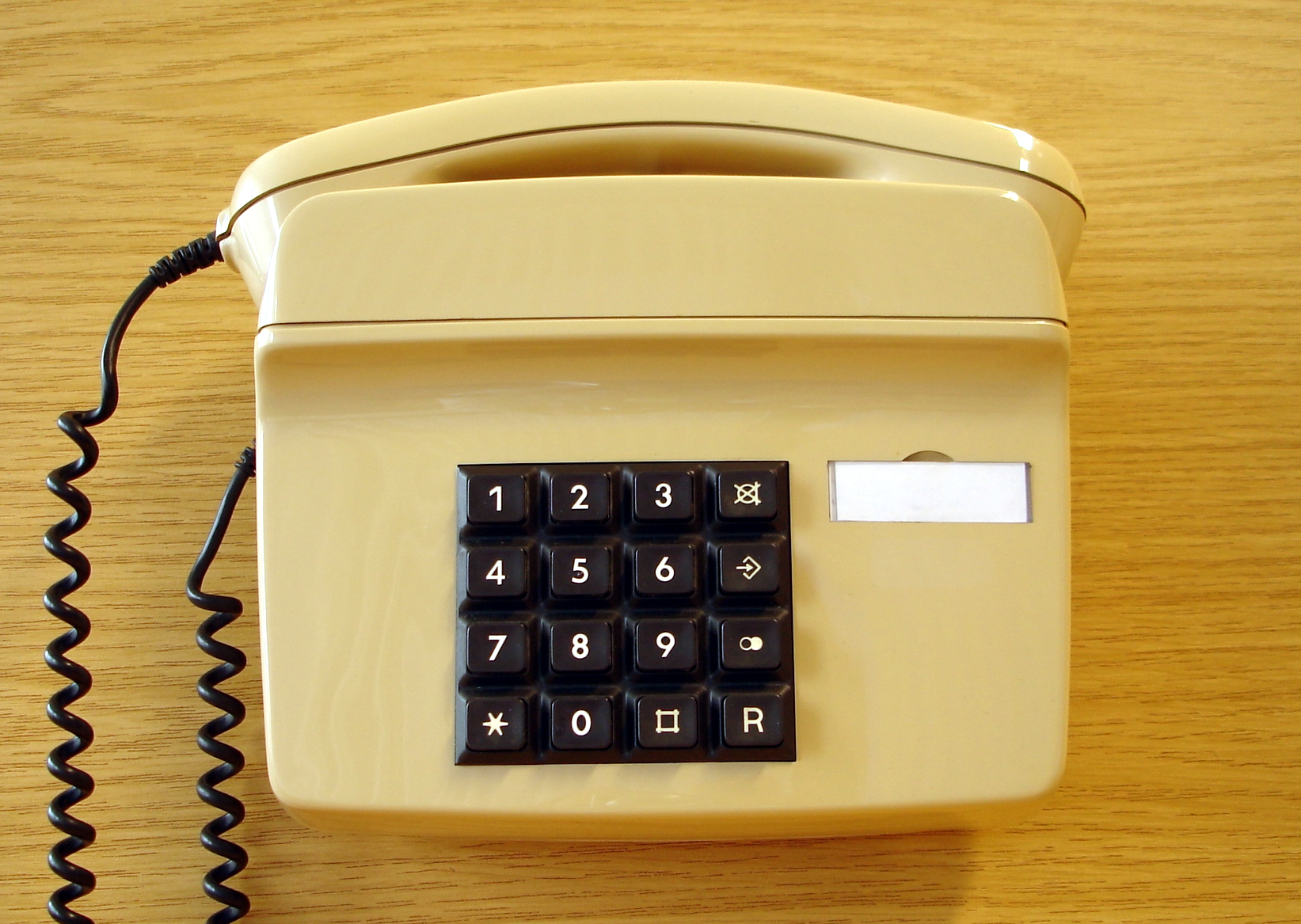
Wandtelefon WTel 01 LX von 1989

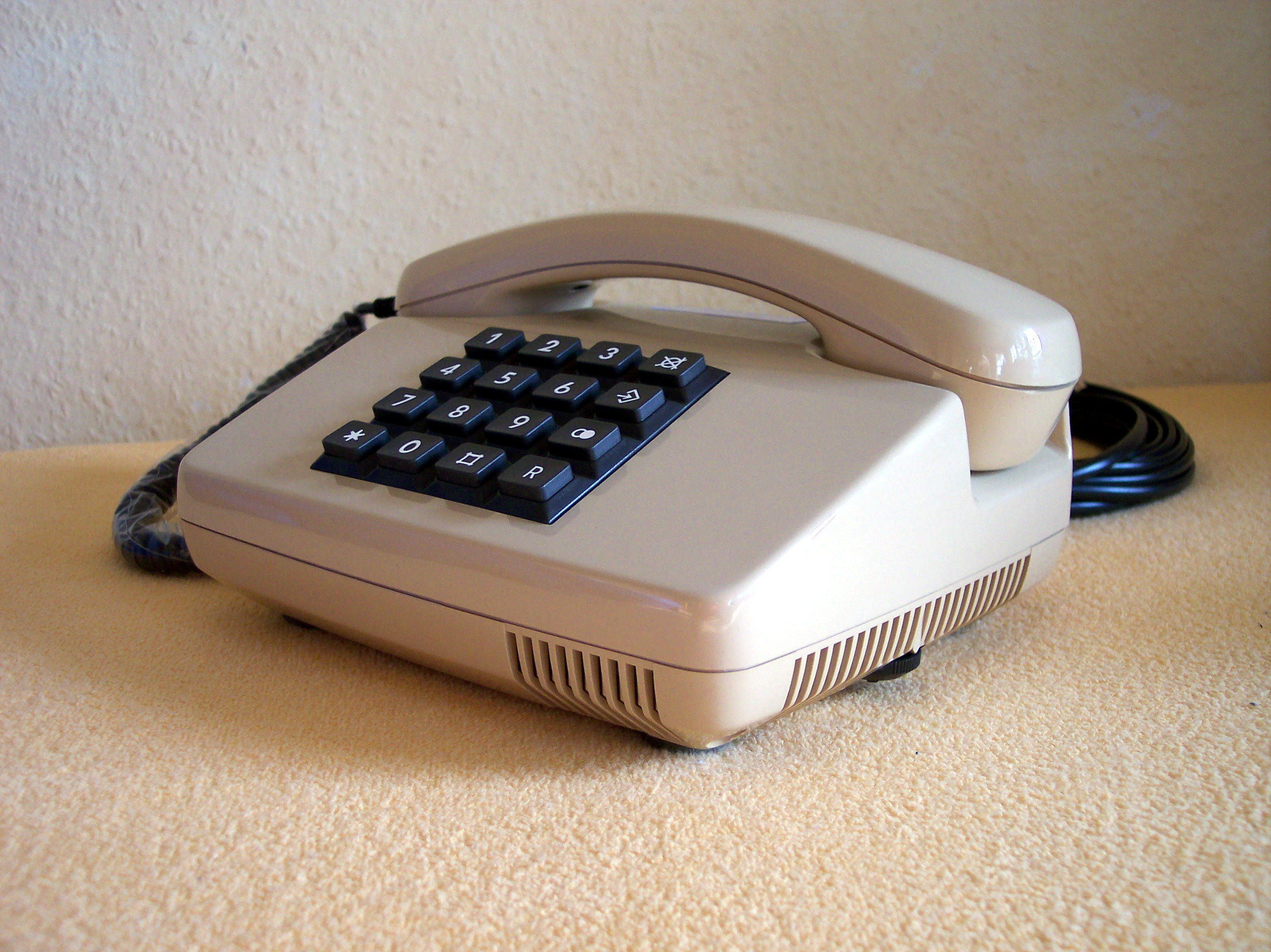
Ein Tischtelefon H1 LX in beige, baugleich mit 01 LX

Das 1989 erschienene „Tel 01 LX“ stellt die letzte Entwicklungsstufe des FeTAp 7xx dar. Es hat keinen Tastwahlblock mehr, sondern nur noch eine Tastaturmatrix mit 16 Tasten, die Wahlinformation wird auf der Platine erzeugt. Es kann vom Impulswahlverfahren auf das  Mehrfrequenzwahlverfahren umgestellt werden. Erhältlich war dieser Standardapparat, wie alle Bundespostapparate zuvor, nur zur Miete. Für damals 0,90 DM monatlich (für den Erstapparat) bzw. 3,30 DM (als zusätzliches Zweitgerät) bekam man den Apparat wahlweise in den Farben minzegrün, weinrot, sandbeige, ozeanblau oder kokosbraun. Die Mindestmietzeit betrug ein Jahr ab Aufstellung. Das Tel 01 LX wurde von 1989 bis etwa 1993 von fast allen deutschen Telefonapparateherstellern für die Deutsche Bundespost gebaut. Danach produzierten verschiedene Hersteller das Telefon unter manchmal abgeänderten Bezeichnungen (z. B. H1LX) als Kaufgeräte. Die Farbpalette wurde dabei auch erweitert, so kamen beispielsweise die Gehäusefarben farngrün oder grau serienmäßig hinzu.
Für die Deutsche Bundesbahn / Deutsche Bahn wurde vom Fernmeldewerk Nordhausen (FMN) ein 01LX-Apparat mit zusätzlicher Erdtaste für das BASA-Netz produziert.
Je nach Hersteller ist das Innenleben des Apparats unterschiedlich ausgeführt: Während beispielsweise Siemens den Tonruf direkt auf der Hauptplatine fest verbaut hat und zum Umstellen des Wahlverfahrens von IWV auf MFW ein Drehpotentiometer betätigt werden muss, ist bei den von FMN oder Heibl produzierten Apparaten die Platine kleiner und der Wecker separat verbaut. Das Wahlverfahren wird hier mittels eines Schiebeschalters umgestellt. Die Anordnung und Position der Kontakte im Gabelumschalter auf der Platine sind ebenfalls je nach Hersteller verschieden. Bei den an die Bundespost gelieferten Tel 01 LX unterscheiden sich sogar die verwendeten Schrauben je nach Lieferant: Siemens- und SEL-Geräte wurden ausschließlich mit Kreuzschlitzschrauben ausgestattet, während sämtliche von Widmaier gelieferten Apparate ausschließlich mit Schlitzschrauben gefertigt wurden.
Bei den von Siemens an die Bundespost gelieferten Apparaten sind im Regelfall Piezo-Sprech- und Hörkapseln verbaut.
Die R-Taste ist sowohl als Flash- als auch als Erdtaste nutzbar. Um das einzustellen, muss bei fast allen Herstellern eine Art Kontaktbrücke im Inneren des Gehäuses ein- oder ausgehängt werden. Ausnahme bilden nur die von Widmaier an die Bundespost gelieferten Apparate: Will man hier die R-Taste als Flashtaste belegen, muss eine Drahtbrücke mit dem Seitenschneider durchtrennt werden.

### DFeAp 322
Seltener ist das Designtelefon „DFeAp 322“ (besser bekannt unter dem Namen Micky-Maus) aus dem Jahr 1980, hergestellt von der Firma Zettler, das es zuerst nur mit Nummernschalter, später auch mit Tastwahlblock 75 (IWV) gab.

### FeTAp 85 und FeTAp 89
Etwa 1982 führte die Deutsche Bundespost das sogenannte „Telefon-bequem-System“ mit den Fernsprechapparaten, FeTAp 85 und FeTAp 89 mit Zusatzgerät A3 ein. Diese sind für eine A3-Schaltung ausgelegt und verfügen über eine Technik, die es ermöglicht, bis zu vier Telefone an einer Amtsleitung zu betreiben. Ausgeliefert wurden diese Apparate aber nur zum Anschluss von zwei weiteren Sprechstellen. Beide Apparate unterstützen das Impulswahlverfahren (IWV).
Das Haupttelefon dieses Systems, der „FeTAp 85“ mit Tastenwahlblock, ist baugleich mit den Apparaten der 7er-Serie, hat einen Tastenwahlblock (TWB 75), eine Zweischalenklingel und das gleiche Gehäuse. Gleiches gilt auch für den „FeTAp 89“ mit Nummernschalter, der baugleich mit den Apparaten der 79er-Serie ist. Der wesentliche Unterschied zu den Apparaten der 7er-Serie ist das Anschlusskabel mit einem ADoS 16-Stecker und die aufwendig bestückte Leiterplatte für eine A3-Schaltung. Im Gegensatz zur A2-Schaltung benötigt die A3-Schaltung ein externes Netzteil; dessen Kabel wird entweder an das Haupttelefon oder an die „Anschlussdose 16“ angeschlossen.
Die Apparate des „Telefon-bequem-Systems“ wurden von fünf Unternehmen hergestellt, von Richard Bosse & Co, der Deutschen Fernsprecher GmbH (DFG), von Elmeg, Hagenuk und der Krone GmbH, wobei Bosse, Elmeg und Hagenuk die Hauptplatine gemeinsam entwickelt hatten. Von der Bundespost wurden die Apparate in den Farben Farngrün, Hellrotorange, Beige und Dunkelrot mit oder ohne Sperrschloss angeboten. 1987 folgten der „FeTAp 96“ mit Nummernschalter sowie der „FeTAp 97 / 97a“ mit Tastenwahlblock.
Das „Telefon-bequem-System“ ist eine Sonderform einer Dosenanlage, zum Aufbau wurden ein oder mehrere ADo 16, ADo 8 und VDo 4 und VDo 7 verwendet.

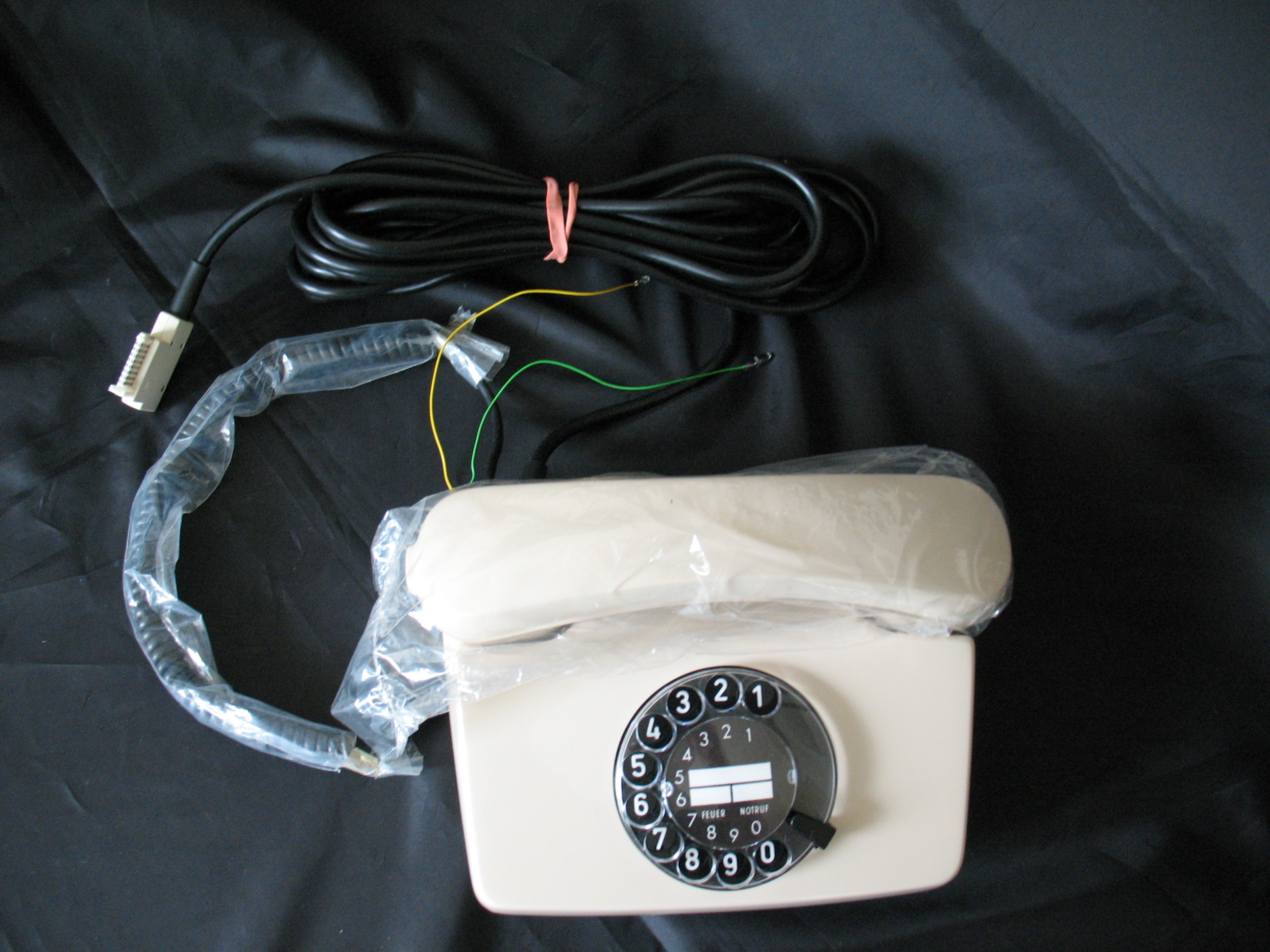
FeTAp 89-3 für A3-Schaltung mit „ADoS 16“-Stecker
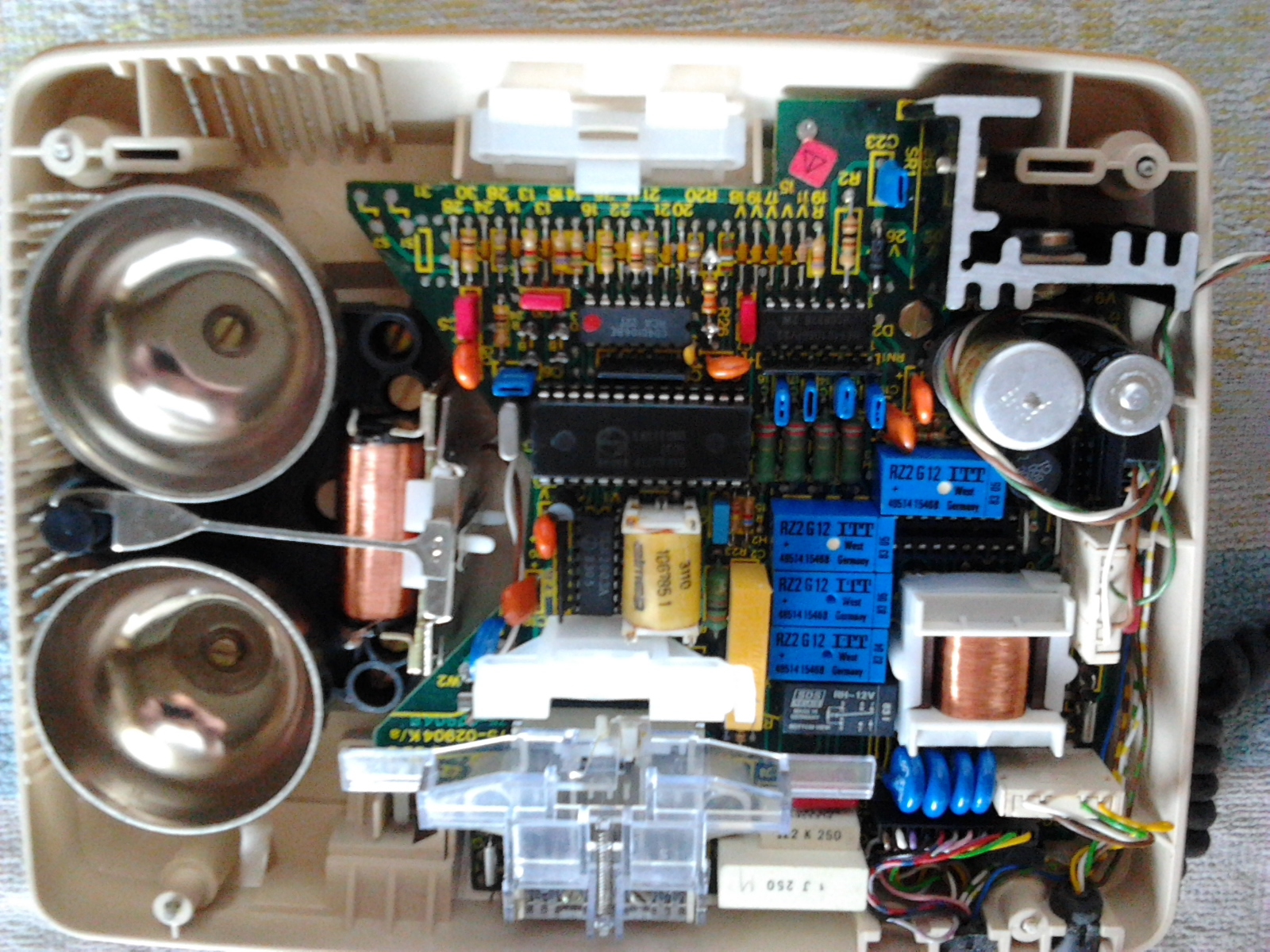
Ein geöffneter FeTAp 85
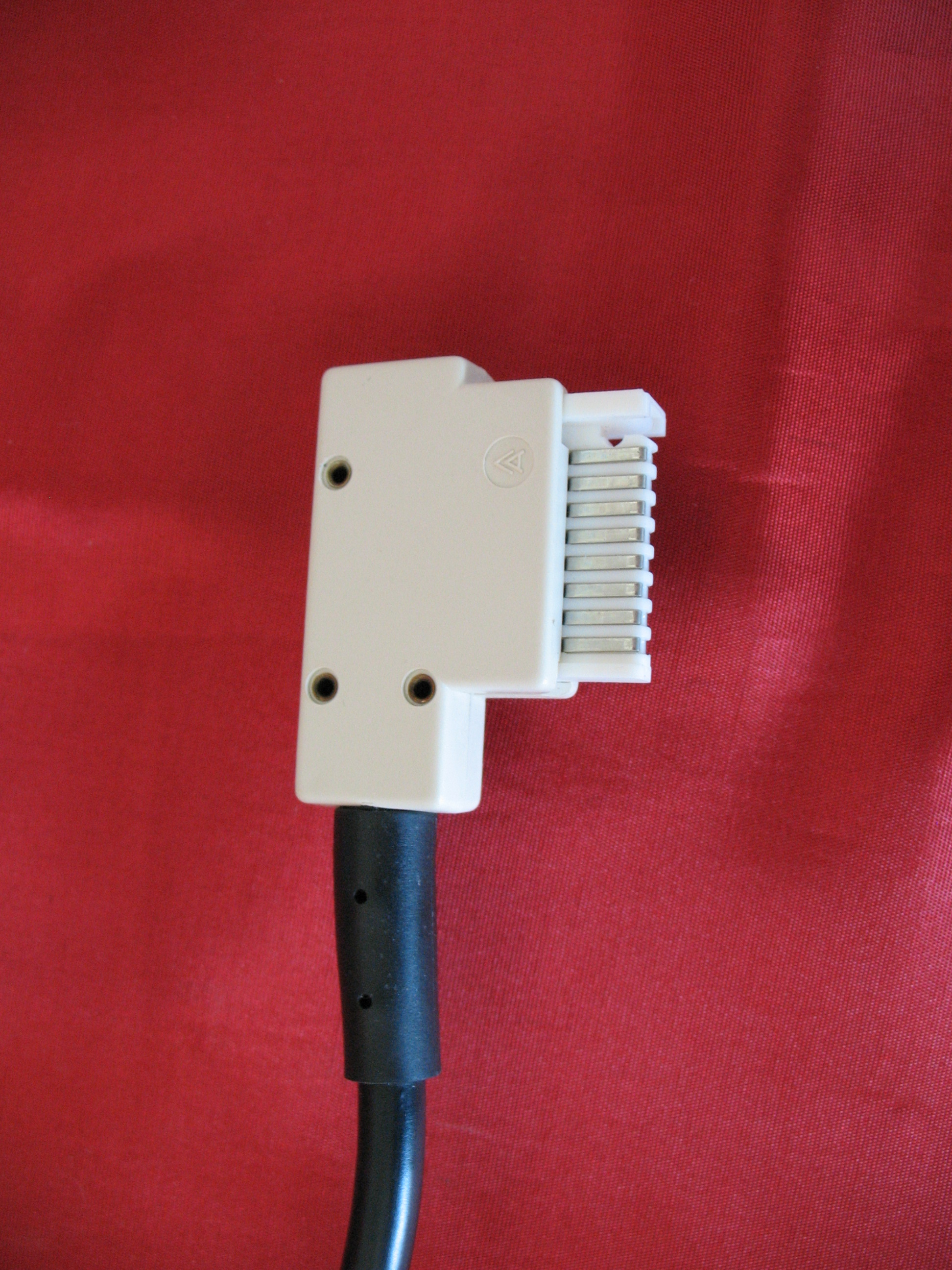
Ein „ADoS 16“ (TAE 16)-Stecker
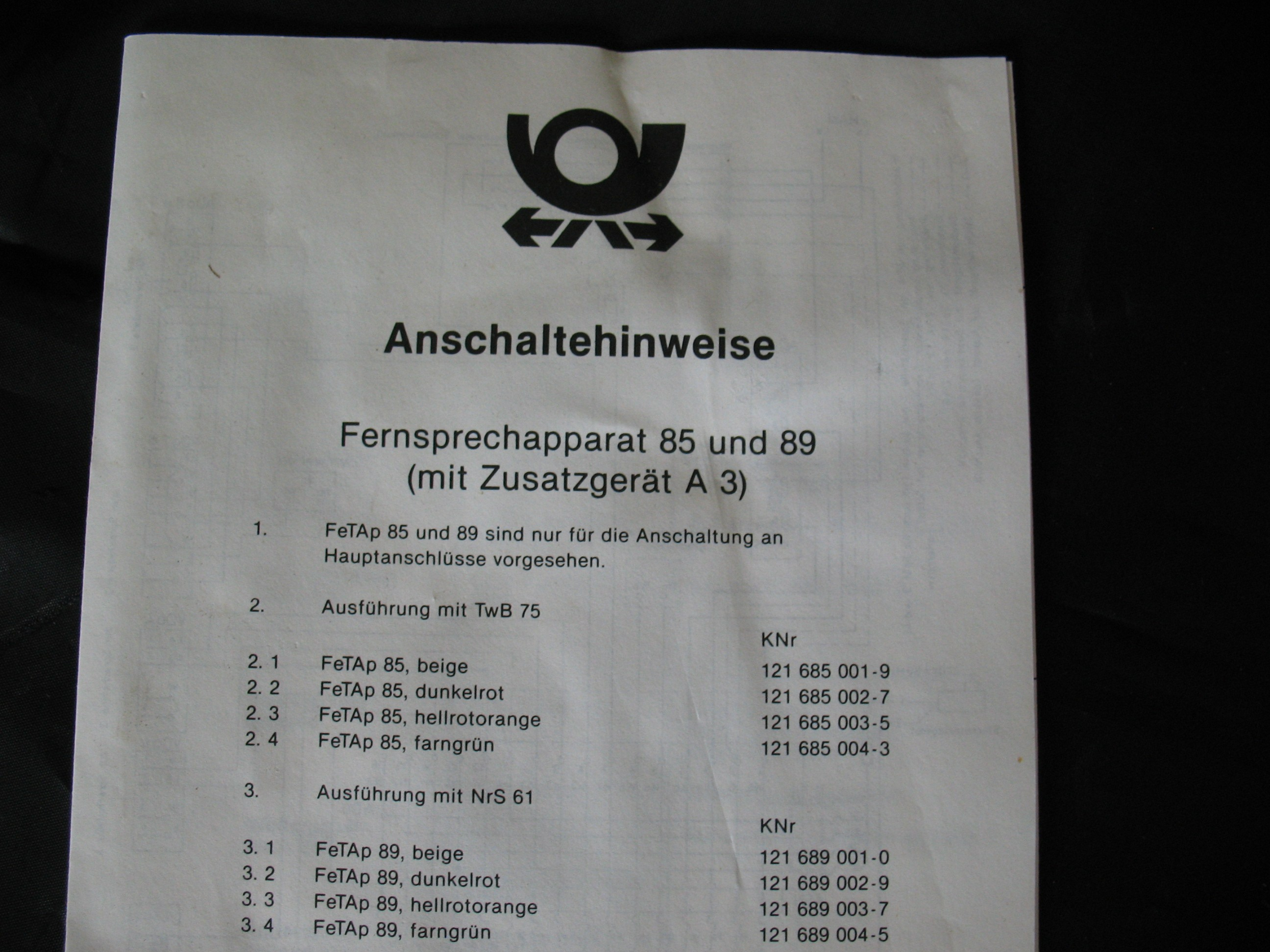
Anschalthinweise der DBP für FeTAp 85 und FeTAp 89

## Spezielle Telefone

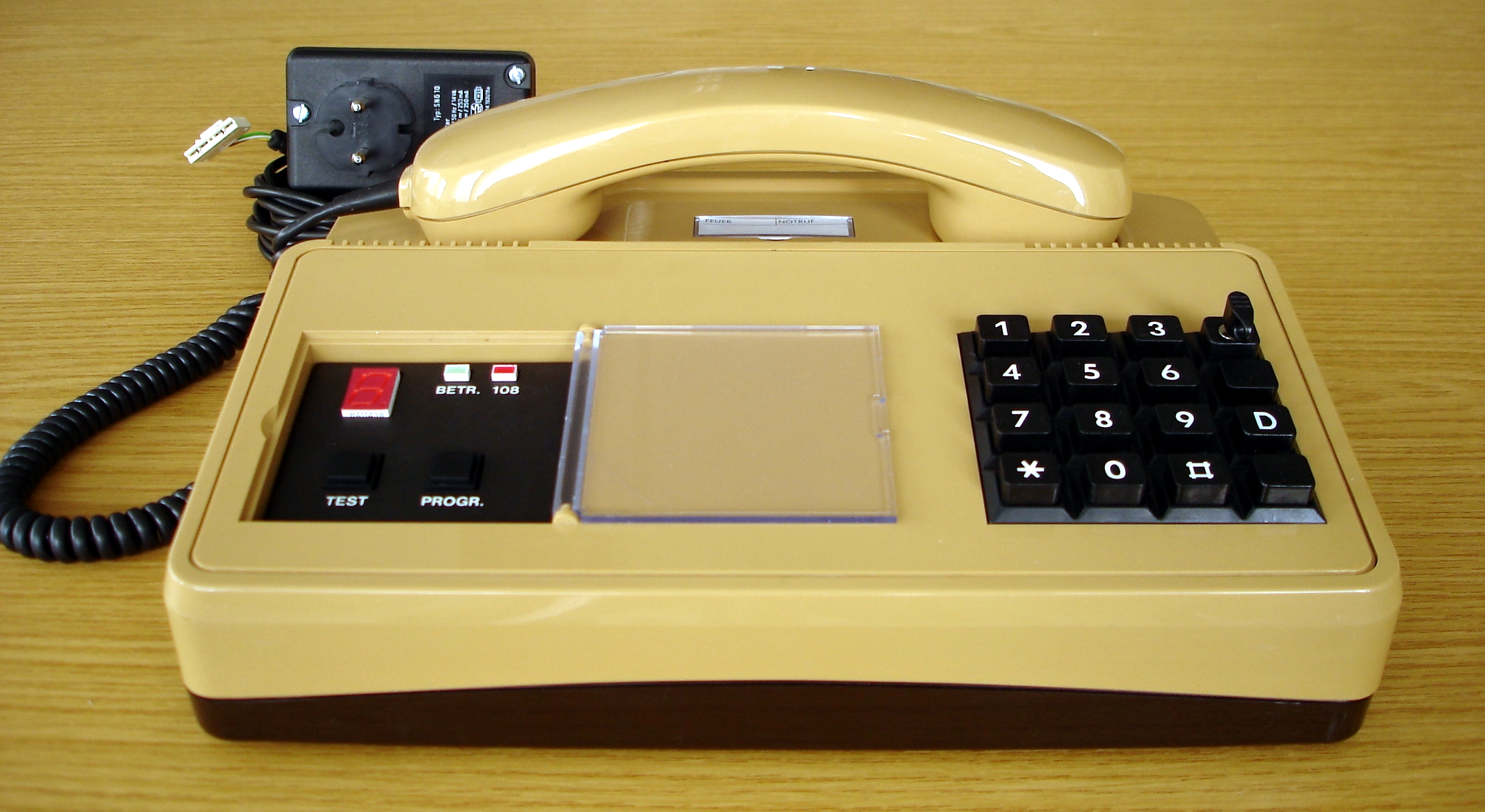
Fernsprechtischapparat FeTAp 832 mit eingebautem Parallelmodem, 1983
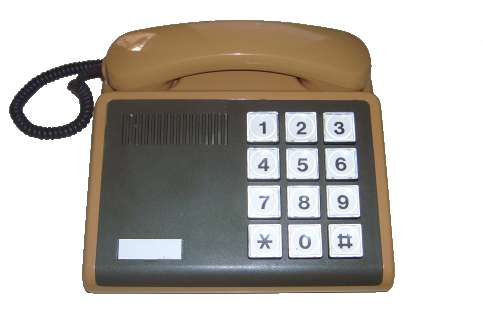
DFeAp 321 für Sehbehinderte mit extra großen Tasten

## Schaltpläne

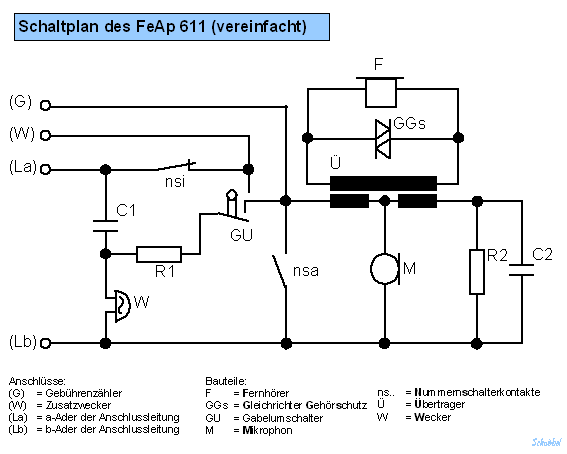
Fe(T)Ap 611